# Politikens filmjournal 108
|  | Denne artikel er oprettet af botten Steenthbot ud fra en ekstern database. Den kan derfor have sproglige fejl eller mangler. Denne skabelon kan fjernes efter kontrol af indholdet. |

Politikens filmjournal 108 er en dansk dokumentarisk optagelse fra 1951.

## Handling
1) USA: Fredskonference i San Francisco: Japan bliver igen en selvstændig nation. Professor Harry Truman holder tale. Næste dag demonstrerer Sovjetrusland mod traktaten. Udenrigsminister Andrej Gromyko fremsætter 13 ændringsforslag til traktaten, de forkastes med 46 stemmer imod.

2) Jugoslavien: Verdensmesterskabet i faldskærmsudspring med landing både på jorden og i vand.

3) Italien: Maskebal i Venedig for millionærer. 5-600 gæster er mødt op i fantastiske kostumer, blandt dem er Orson Welles og Irene Dunne.

4) England: Kæmpebrand i engelsk olieanlæg.

5) Tyskland: Svømmestævne i Berlin.

6) Tyskland: Finale i 200 m løb på stadion i Stuttgart.

7) USA: Motorbådsrace i Seattle

8) Storbrand i Viborg 12. september 1951. En ubesindig indskydelse hos en 17-årig pige satte trikotagefabrikken Asani i flammer. Bygningerne stod ikke til at redde.

9) Efterårets mode præsenteres (få sekunder, uden lyd).